# Oliver Barnes
Oliver Barnes (previamente: Napier), es un personaje ficticio de la serie de televisión australiana Neighbours, interpretado por el actor australiano David Hoflin del 30 de enero de 2007 hasta el 8 de agosto de 2008. David regresó a la serie en el 2011 siendo su última aparición el 15 de marzo del mismo año.

## Antecedentes
Rebecca Napier quedó embarazada de Richard Aaronow cuando era joven y poco después de haber dado a luz a Oliver lo dio en adopción, más tarde fue adoptado por Clifford y Pamela Barnes y creció junto a su hermano adoptivo Sebastian Barnes. Cuando Clifford y Pamela murieron Oliver se convierte en el heredero de la familia Barnes pero decide no aceptar la fortuna y viajar por el mundo, antes de irse Oliver le permite a Sebastian heredar el negocio familiar y cuando Sebastian se muda a Erinsborough decide crearse un alter ego Will Griggs.

## Biografía
Luego de descubrir las mentiras de su hermano Sebastian y de su falso nombre, Oliver decide mudarse a Erinsborough en el 2007 para encontrarlo.
En el 2011 Oliver regresó brevemente a Erinsborough junto a Carmella y Chloe, para ayudar a su madre Rebecca a escaparse de su esposo Paul Robinson luego de que Rebecca lo dejara por Michael Williams, pocos días después Oliver regresó a Portugal acompañado de su madre, su hermano Declan y su sobrina India Napier.